# Championnat de Taïwan de football 2009
Navigation
Saison précédente Saison suivante
La saison 2009 du Championnat de Taïwan de football est la vingt-sixième édition du championnat national, l'Intercity Football League. Les six clubs qualifiés sont regroupés au sein d'une poule unique où ils s'affrontent à trois reprises. À l'issue de la compétition, le dernier du classement est relégué tandis que l'avant-dernier doit disputer un barrage de promotion-relégation face au 2e de Division B, la deuxième division nationale.
C'est le club de Kaohsiung Yaoti qui est sacré cette saison après avoir terminé en tête du classement final, ne devançant Taiwan PCFC qu'à la différence de buts. C'est le tout premier titre de champion de Taipei chinois de l'histoire du club.

## Les clubs participants
- Qualifiés directement pour la poule finale :
  - Taiwan PCFC
  - Taipei City Tatung
  - Tainan County

- Participants au tour préliminaire :
  - Taipei Bros
  - Miaoli County
  - Kaohsiung City
  - Yilan County
  - Tainan City
  - Kaohsiung Yaoti

## Compétition

### Tour préliminaire
Neuf clubs sont engagés dans la compétition : trois qualifiés d'office grâce à leurs bons résultats lors des saisons précédentes et six qui passent par un tour préliminaire qualificatif. Les six équipes sont réparties en deux poules dont le premier accède au championnat de première division, les autres formations sont reversées en deuxième division. Les deuxièmes de poule s'affrontent ensuite pour déterminer le troisième qualifié.
| Rang | Équipe         | Pts | J | G | N | P | Bp | Bc | Diff |  | Résultats (▼ dom., ► ext.) | TBr | Koa | Mia |
| ---- | -------------- | --- | - | - | - | - | -- | -- | ---- |  | -------------------------- | --- | --- | --- |
| 1    | Taipei Bros    | 6   | 2 | 2 | 0 | 0 | 13 | 1  | +12  |  | Taipei Bros                |     | 6-1 |     |
| 2    | Kaohsiung City | 3   | 2 | 1 | 0 | 1 | 7  | 7  | 0    |  | Kaohsiung City             |     |     | 6-1 |
| 3    | Miaoli County  | 0   | 2 | 0 | 0 | 2 | 1  | 13 | -12  |  | Miaoli County              | 0-7 |     |     |

| Rang | Équipe          | Pts | J | G | N | P | Bp | Bc | Diff |  | Résultats (▼ dom., ► ext.) | Kao | Yil | Tai |
| ---- | --------------- | --- | - | - | - | - | -- | -- | ---- |  | -------------------------- | --- | --- | --- |
| 1    | Kaohsiung Yaoti | 6   | 2 | 2 | 0 | 0 | 8  | 1  | +7   |  | Kaohsiung Yaoti            |     |     | 6-1 |
| 2    | Yilan County    | 3   | 2 | 1 | 0 | 1 | 2  | 2  | 0    |  | Yilan County               | 0-2 |     |     |
| 3    | Tainan City     | 0   | 2 | 0 | 0 | 2 | 1  | 8  | -7   |  | Tainan City                |     | 0-2 |     |

| Équipe 1       | Résultat | Équipe 2     |
| -------------- | -------- | ------------ |
| Kaohsiung City | 3 - 2    | Yilan County |

### Championnat
Le classement est établi sur le barème de points classique (victoire à 3 points, match nul à 1, défaite à 0). Pour départager les égalités, on tient d'abord compte des confrontations directes, de la différence de buts générale, puis du nombre de buts marqués. Le club de Taipei Bros change de nom après le tour préliminaire et devient le Taipei County Hanchuang.
| Rang | Équipe                  | Pts | J  | G  | N | P  | Bp | Bc | Diff |
| ---- | ----------------------- | --- | -- | -- | - | -- | -- | -- | ---- |
| 1    | Kaohsiung Yaoti         | 34  | 15 | 11 | 1 | 3  | 44 | 14 | +30  |
| 2    | Taiwan PCFCT            | 34  | 15 | 11 | 1 | 3  | 34 | 11 | +23  |
| 3    | Tainan County           | 25  | 15 | 7  | 4 | 4  | 23 | 15 | +8   |
| 4    | Taipei City Tatung      | 20  | 15 | 6  | 2 | 7  | 32 | 25 | +7   |
| 5    | Taipei County Hanchuang | 14  | 15 | 4  | 2 | 9  | 25 | 36 | -11  |
| 6    | Kaohsiung City          | 3   | 15 | 1  | 0 | 14 | 8  | 64 | -56  |

|  | Qualification pour la Coupe du président de l'AFC 2010 |
|  | Participation au barrage de promotion-relégation       |
|  | Relégation directe en Division B                       |
|  | T : Tenant du titre                                    |

### Résultats

#### Barrage de promotion-relégation
Le 5e de Division A, Taipei County Hanchuang, affronte le 2e de Division B, Taipei Stars, en barrage de promotion-relégation. Les rencontres ont lieu les 19 et 20 décembre 2009.
| Équipe 1                | Résultat | Équipe 2          | Aller | Retour |
| ----------------------- | -------- | ----------------- | ----- | ------ |
| Taipei County Hanchuang | 25 - 0   | (D2) Taipei Stars | 6 - 0 | 19 - 0 |

## Bilan de la saison
| Championnat de Taïwan de football 2009 |                             |
| Champion                               | Kaohsiung Yaoti (1er titre) |
| Qualifications continentales           |                             |
| Coupe du président de l'AFC 2010       | Kaohsiung Yaoti             |
| Promotions et relégations              |                             |
| Promus en Division A                   | Yilan County                |
| Relégués en Division B                 | Kaohsiung City              |